# Frozenbyte
Frozenbyte Inc. es una desarrolladora de videojuegos independiente finlandesa fundada en 2001, con sede en Helsinki, Finlandia. La compañía ha crecido hasta ser un equipo de al menos 20 personas, su primer juego comercial fue Shadowgrounds para Microsoft Windows. Este y su secuela Shadowgrounds Survivor aparecieron en Linux en 2009, portados por IGIOS y publicados por Linux Game Publishing.
En el tercer Humble Indie Bundle del 12 de abril de 2011, se incluyeron cinco juegos de Frozenbyte, Trine, Shadowgrounds, y Shadowgrounds Survivor, para Linux, Mac OS X y Microsoft Windows. Y también el ejecutable y el código fuente de un juego no terminado Jack Claw, y un "pre-order" para los siguiente juego, Splot.

## Juegos desarrollados
- Shadowgrounds (2005)
- Shadowgrounds Survivor (2007)
- Trine (2009)
- Trine 2 (2011)
- Splot (2012)
- Trine 3 (2015)
- Trine 4 (2019)